# Thomisus sorajaii
Thomisus sorajaii là một loài nhện trong họ Thomisidae.
Loài này thuộc chi Thomisus. Thomisus sorajaii được miêu tả năm 1963 bởi Basu.